# 精嚢

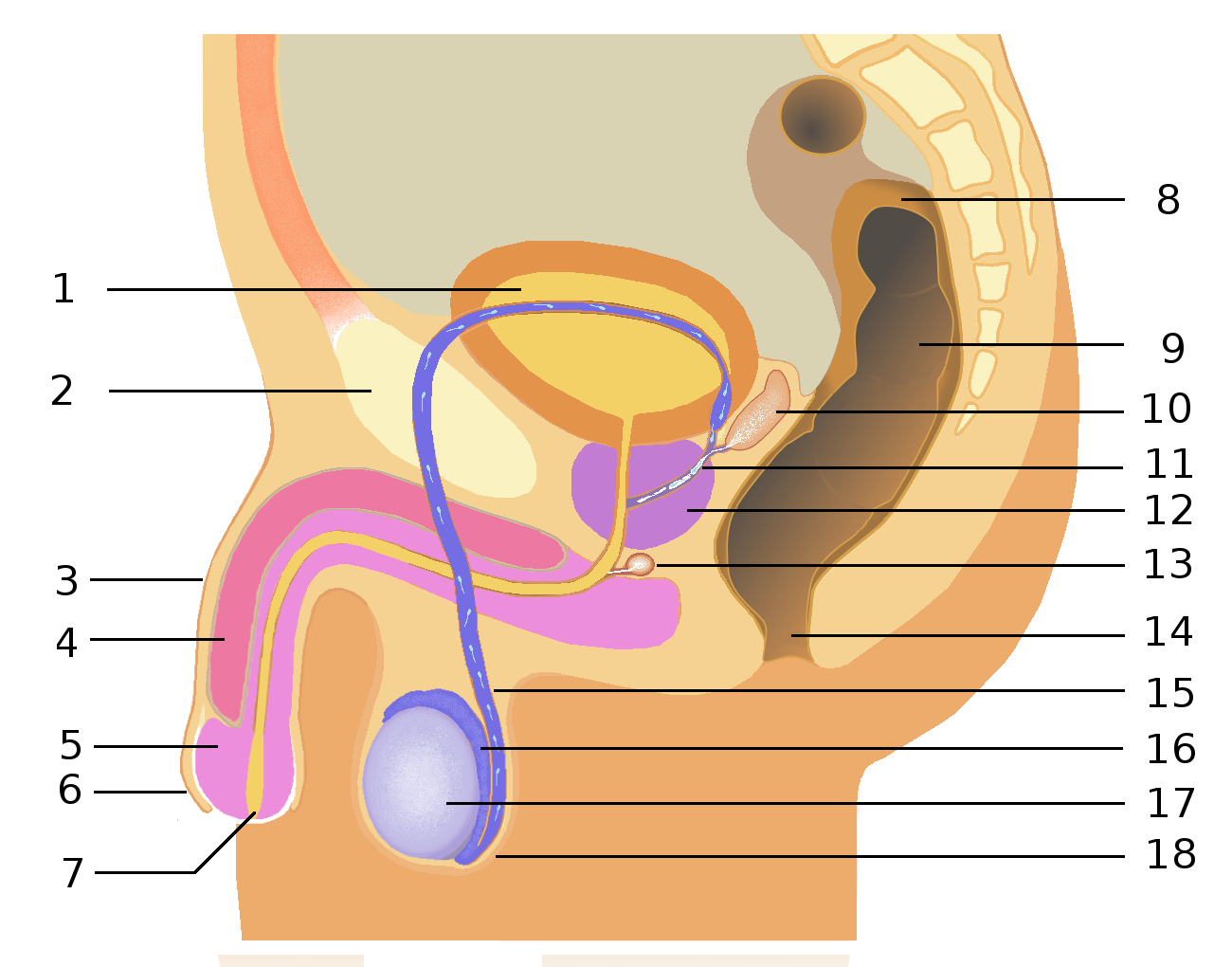
男性生殖器解剖図1.膀胱 2.恥骨 3.陰茎 4.海綿体 5.亀頭 6.包皮 7.尿道口 8.S状結腸 9.直腸 10.精嚢 11.射精管 12.前立腺 13.尿道球腺 14.肛門 15.精管 16.精巣上体 17.精巣 18.陰嚢

精嚢（せいのう、英: seminal vesicle）は、精液の構成要素となる液体（精嚢液）を分泌する器官である。獣医学領域では精嚢腺（せいのうせん）とも呼ばれる。

## ヒトの精嚢
ヒトの精嚢は、前立腺の後ろに一対ある長さ5cmほどの袋状の器官である。開口部は精管膨大部と合流し、射精管へと続いている。内部はいくつかの小室に分かれており、細かいひだが発達している。内皮からは果糖などを含むアルカリ性の淡黄色の粘液を分泌して内部にたくわえる。精嚢から分泌される精嚢液は精液全体の約7割を占め、精子に運動のエネルギーを与える役割をしていると考えられる。また精嚢の腺壁には平滑筋が発達しており、射精時には強く収縮して内容物を射精管へ送り出す。
ヒトの場合、精嚢由来のセメノゲリンと前立腺由来のZn2+が射精時に混合することによって精液が凝固する。この凝固した精液は、前立腺由来のPSAがセメノゲリンを分解することで液化し、それと同時に精子は運動を開始する。

## 他の哺乳類の精嚢腺
精嚢腺は雄の副生殖腺の1つで、尿道の起始部に一対存在し、精管膨大部、膀胱頸の背面に位置する。前立腺がその背位にある。精嚢腺を構成する上皮は偽重層上皮に分類される。
多くの哺乳類において精液の約8割は精嚢腺からの分泌物で構成される。精嚢腺からの分泌物はアルカリ性のゼラチン様の液体であることが多く、精液の凝固化をもたらす。
ヒトで精液の凝固をもたらすことが示されているセメノゲリンは非常に進化速度の速いタンパク質であり、霊長類・マウス・ラットなどの動物でのみ相同タンパク質が見られるが、その他の動物では見つかっていない。マウスにおいて、セメノゲリンと相同なタンパク質はseminal vesicle secretion 2（SVS2）である考えられ、このタンパク質は精子の受精能を抑制することが示されている。
また、精嚢腺分泌物は果糖とプロスタグランジンに富み、果糖は精子のエネルギー源となり、プロスタグランジンは子宮の収縮を促す。イヌやネコでは精嚢腺は存在しない。